# Lisa Vanderpump

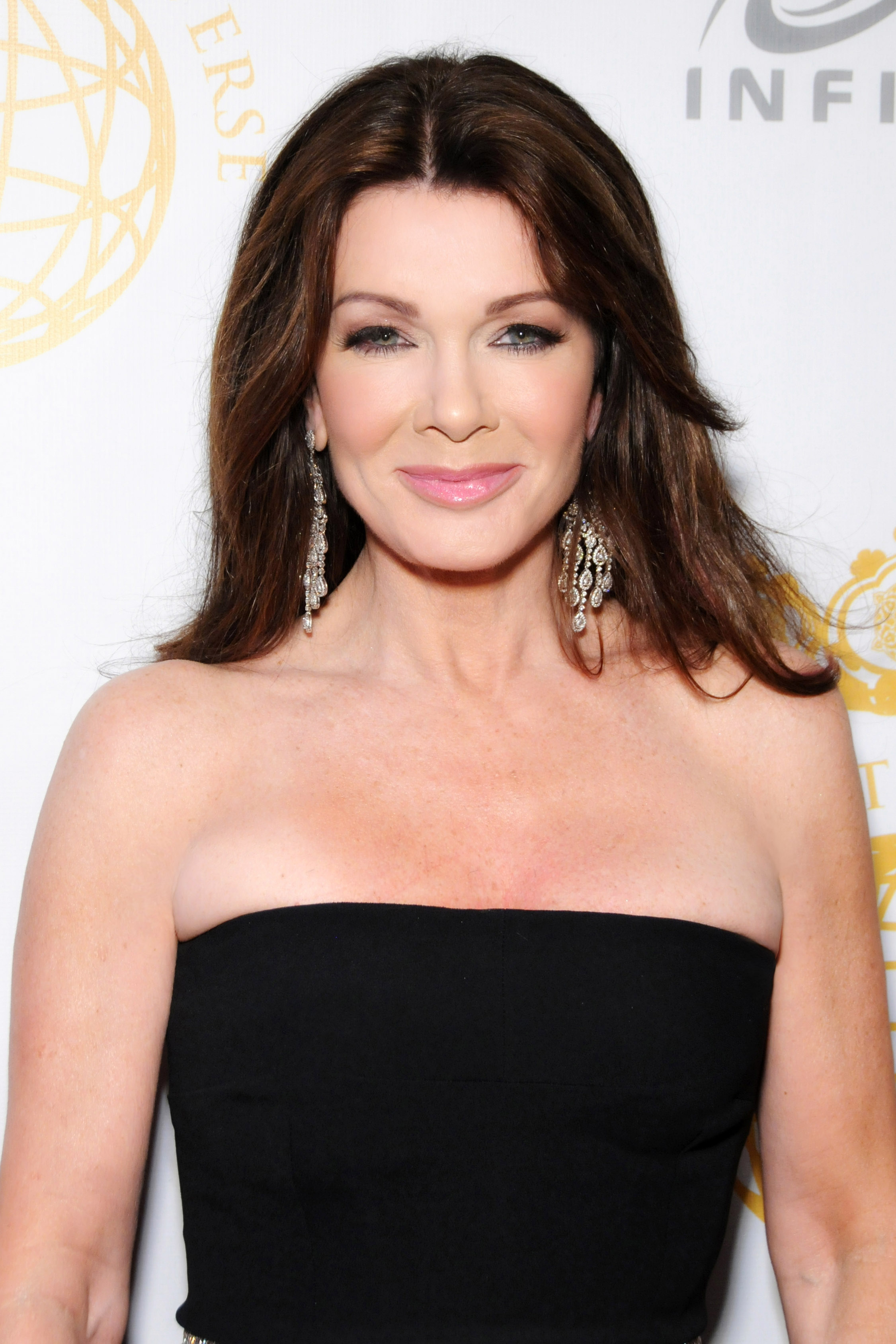
Lisa Vanderpump, 2014

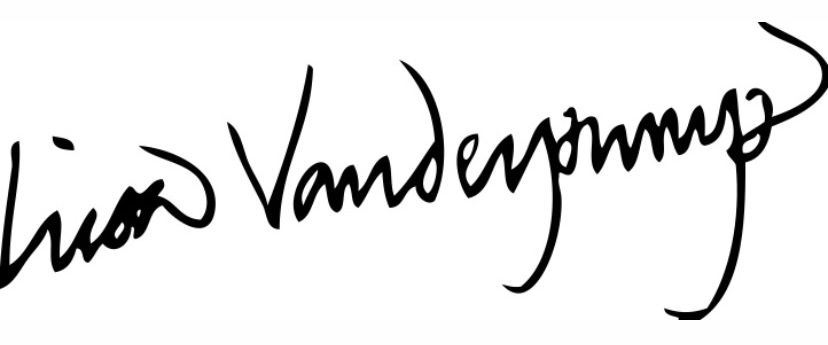
Unterschrift Vanderpumps

Lisa Vanderpump (* 15. September 1960 in London) ist eine britische Unternehmerin und Schauspielerin. Internationale Bekanntheit erlangte sie durch die auf ihre Unternehmen fokussierte US-Sendung Vanderpump Rules sowie durch die auf ihr Privatleben fokussierte Sendung The Real Housewives of Beverly Hills.

## Karriere

### Gastronomie
Gemeinsam mit ihrem Ehemann Ken Todd betrieb Vanderpump 26 Restaurants, Bars und Nachtclubs in London, darunter einige der bekanntesten Clubs der Londoner Schwulenszene. 2005 eröffnete Vanderpump das Restaurant SUR in Los Angeles. 2009 folgte das Restaurant Villa Blanca in West Hollywood. Im gleichen Stadtteil betreibt Vanderpump die Schwulenbars TomTom und PUMP.
2019 eröffnete Lisa Vanderpump den Vanderpump Cocktail Garden im Caesars Palace Casino in Las Vegas. Seit 2022 befindet sich in Las Vegas ebenfalls das Vanderpump à Paris, ein von Vanderpump geführtes Restaurant im Paris Hotel & Casino.
Vanderpump betreibt seit 2013 die Getränkefirma Vanderpump Wines. Zu den Linien des Unternehmens zählen Vanderpump Vodka, Vanderpump Sangria, Vanderpump Rosé, Vanderpump Chardonnay und Vanderpump Cabernet.

### Film und Fernsehen
Mit 13 Jahren gab Vanderpump ihr Filmdebüt in der romantischen Komödie Mann, bist du Klasse!. Bis in die 1990er Jahre trat Vanderpump in Gastrollen verschiedener Fernsehsendungen auf, darunter Palm Beach-Duo und Baywatch Nights. In diesem Zeitraum trat Vanderpump in über 100 Werbespots auf. Weiter übernahm sie eine Rolle in den Musikvideos der Bands ABC und Naked Eyes.
Von 2010 bis 2019 wurde das Privatleben Vanderpumps in der US-Sendung The Real Housewives of Beverly Hills über neun Staffeln hinweg dokumentiert. Es wurden insgesamt 226 Folgen mit Vanderpump ausgestrahlt.
Seit 2013 wird Vanderpumps Rolle als Unternehmen in Vanderpump Rules dokumentiert. Bis 2022 wurden bereits neun Staffeln ausgestrahlt.
In der 16. Staffel von Dancing With The Stars erreichte Vanderpump 2013 den 10. Platz.
2014 spielte Lisa Vanderpump im Musikvideo zu G.U.Y. der US-Sängerin Lady Gaga sich selbst.
Seit 2021 werden Vanderpumps Aktivitäten zum Tierschutz in der Fernsehsendung Vanderpump Dogs dokumentiert.

## Aktivismus
Vanderpump setzt sich besonders für den Tierschutz ein. 2019 stellte sie dem US-Kongress den PACT (Preventing Animal Cruelty and Torture Act) vor, für dessen Implementierung als Gesetz kurz darauf abgestimmt wurde. Weiter betreibt sie ein Auffangzentrum für Hunde in Los Angeles, welches von der Vanderpump Dog Foundation getragen wird.
2015 erhielt Lisa Vanderpump den Ally Leadership Award der US-Organisation Equality California für ihre Unterstützung der LGBT-Community.

## Privatleben
Lisa Vanderpump wuchs im Londoner Stadtteil Dulwich auf. Mit 19 Jahren fing sie an Immobilien zu kaufen und verkaufen. 1982 lernte Vanderpump Kenn Todd kennen, das Paar heiratete wenig später. Gemeinsam haben Vanderpump eine Tochter (Pandora) und einen Adoptivsohn (Max).
Vanderpump lebte mit ihrer Familie in London und Monaco, bis das Paar 2005 nach Beverly Hills umsiedelte und die Kinder ihr Studium in den USA begannen. Vanderpumps Vermögen wird auf rund 100 Millionen US-Dollar geschätzt.